# (35233) Krčín
(35233) Krčín – planetoida z pasa głównego asteroid okrążająca Słońce w ciągu 4 lat w średniej odległości 2,52 j.a. Została odkryta 26 maja 1995 roku w Kleť Observatory w pobliżu Czeskich Budziejowic przez Janę Tichą i Miloša Tichego. Nazwa planetoidy pochodzi od Jakuba Krčína z Jelcan (1535–1604), czeskiego budowniczego stawów. Przed nadaniem nazwy planetoida nosiła oznaczenie tymczasowe (35233) 1995 KJ.